# Conchocarpus odoratissimus
Conchocarpus odoratissimus är en vinruteväxtart som först beskrevs av John Lindley, och fick sitt nu gällande namn av J. A. Kallunki & J. R. Pirani. Conchocarpus odoratissimus ingår i släktet Conchocarpus och familjen vinruteväxter. Inga underarter finns listade i Catalogue of Life.